# Trans-3-メチル-4-オクタノリド
trans-3-メチル-4-オクタノリド（英語: trans-3-Methyl-4-octanolide）または、trans-β-メチル-γ-オクタノリド（英語: trans-β-methyl-γ-octalactone）は、化学式が C9H16O2 のラクトン系の化合物である。(3R,4S) と (3S,4R)の2種の立体異性体が存在する。
(3S,4R)型は、より重要なシス異性体とともに、オーク樽で熟成されたウイスキーやその他のアルコール飲料に含まれる。ココナッツ、セロリ、または新鮮な木の香りがあり、空気中では20μg/Lの濃度で人間が感知することができる。シス体とトランス体の混合物は、蚊やハエに対して 防虫効果がある。
(3S,4R)型は、オーク材に含まれるいくつかの前駆物質からアルコール飲料によって抽出される。また、様々な方法で合成することができる。

3-メチル-4-オクタノリドの cis体とtrans体。